# Jacob Manathodath
Jacob Manathodath (ur. 22 lutego 1947 w Kodamthuruth) – indyjski duchowny syromalabarski, w latach 1996–2022 biskup Palghat.